# Costa Coffee

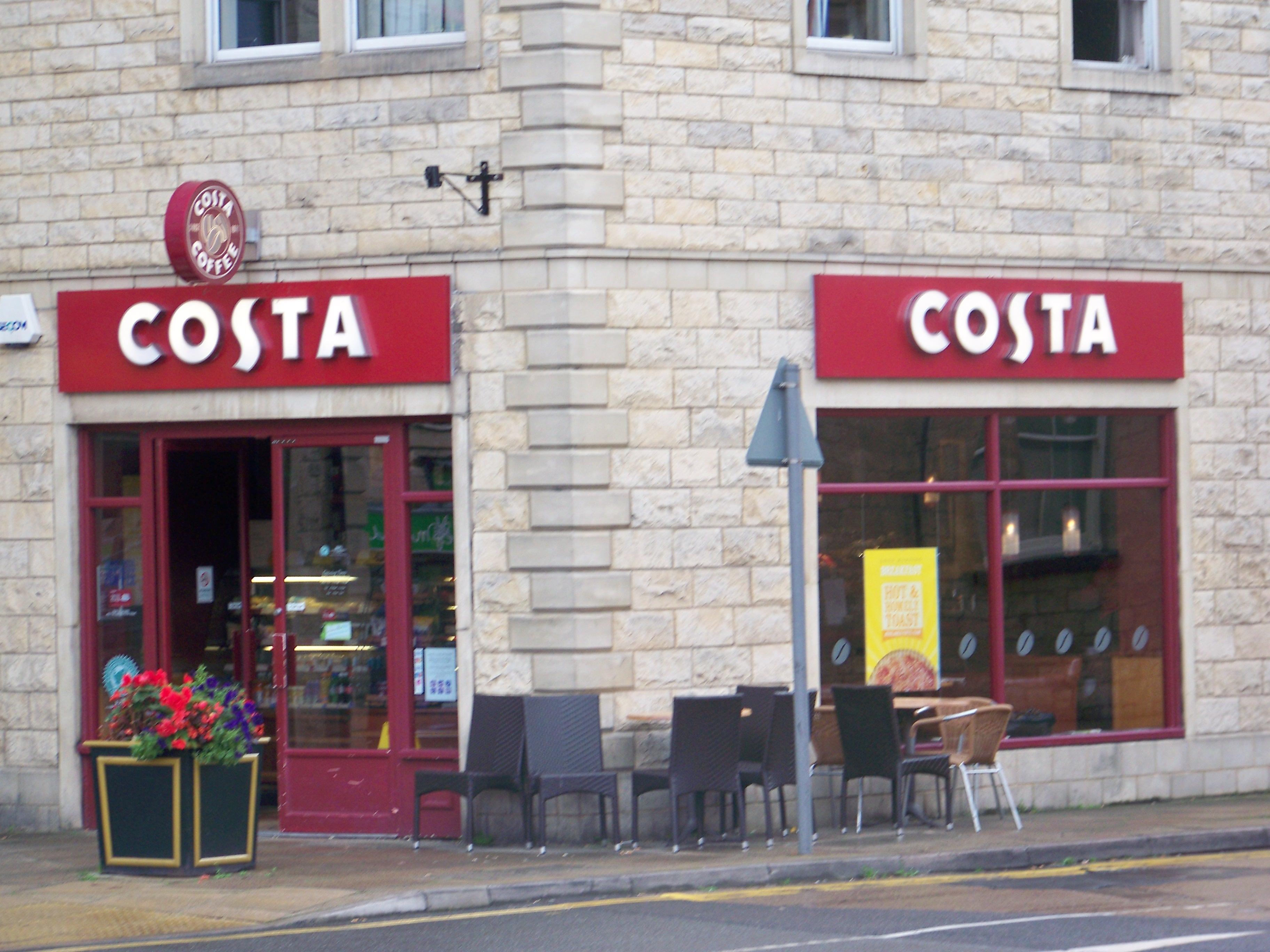
Costa Coffee in Wetherby, West Yorkshire.

Costa Coffee este un lanț de cafenele din Marea Britanie.
A fost înființat în anul 1971, în Marea Britanie, de frații italieni Sergio și Bruno Costa.
În noiembrie 2006, Costa Coffee număra 500 de cafenele în Marea Britanie și alte țări, inclusiv în Irlanda, India, Orientul Mijlociu și China.
Costa Coffee este prezent și în România, din noiembrie 2006, ajungând la un număr de opt cafenele în aprilie 2009.